# 伊中小一
伊中 小一（いちゅう こいち、1870年 - 1906年1月26日）は、日本の牧師・伝道者。ホーリネス派最初の殉教者とされている。
1892年12月18日、カナダのバンクーバーにいるときに河辺貞吉により入信する。帰国後に、神学校で学ぶが、柏木聖書学院に転校し、第一期生になる。
1903年、宇都宮福音伝道館の主任として赴任する。栃木県鹿沼で米田豊と路傍伝道をしていると、ロシアのスパイと勘違いした群衆が伊中らを遅い、川に投げ込まれる。それが原因で病気になり、千葉県大原で療養生活を送ったが、同地で病没する。